# De tovenaar van Oz (anime)
De tovenaar van Oz (オズの魔法使い, Ozu no Mahōtsukai) is een Japanse animeserie uit 1986, gebaseerd op vier boeken van de Land van Oz-reeks geschreven door L. Frank Baum. Deze animatieserie heeft geen verband met de Japanse tekenfilm met dezelfde titel, die in 1982 gemaakt werd maar pas in 1986 werd uitgebracht in Japan.

## Uitzending
In Nederland werd de serie in 1986-1987 uitgezonden door VARA, in België door BRT1. De titel werd letterlijk vertaald naar De tovenaar van Oz. Beide zenders gebruikten een in het Nederlands nagesynchroniseerde versie waar Nederlandse stemacteurs voor werden ingeschakeld, waaronder Annelies Balhan. Ook werden er enkele zaken aangepast: Dorothy's naam werd ingekort tot Doortje. Haar woonplaats is in de nasynchronisatie niet een plek ergens in Kansas, maar het Brabantse Kaatsheuvel. Ook de namen van veel personages werden aangepast; zo heet de vogelverschrikker Lappie, de leeuwenkoning Droezel en de tinnen man Blikkie.

## Verhaal
De serie bestaat uit vier grote delen, elk gebaseerd op een van de boeken uit de serie.

### Aflevering 1 tot en met 17
Dit deel is gebaseerd op het eerste boek, De tovenaar van Oz. Doortje is een weeskind uit Kaatsheuvel, die op de boerderij van haar tante en oom wordt grootgebracht. Op een dag gaan haar tante en oom naar de stad en laten Doortje en hun hond Toto alleen. Net op die dag raast er een enorme tornado over de boerderij waardoor het huis, Doortje en Toto worden opgetild en naar het Land van Oz getransporteerd.
De eerste die Doortje daar ontmoet is de Goede Heks van het Noorden. Die heeft goed nieuws: de boerderij is precies op de Slechte Heks van het Oosten gevallen, die daardoor is gedood. Daardoor zullen de Munchkins niet meer in slavernij hoeven te leven. Doortje wil echter zo snel mogelijk weer naar huis, maar volgens de Heks van het Noorden dient ze daarvoor naar de Smaragden Stad te reizen waar de Tovenaar van Oz woont. De Smaragden Stad kan gevonden worden door het gele pad te volgen. Doortje krijgt van de Heks van het Noorden ook zilveren schoenen die van de gedode heks waren.
Doortje maakt tijdens de trip enkele nieuwe vrienden die beslissen om met haar mee te gaan: de vogelverschrikker Lappie die volledig van stro gemaakt en  geen hersenen heeft, de tinnen man Blikkie die geen hart heeft en daardoor ook geen emoties, en de leeuw Droezel die ondanks dat hij een leeuw is geen moed heeft.
Tijdens hun tocht komen ze enkele obstakels tegen, zoals een grote scheur in de grond, een donker woud en een groot ravijn waar ze worden achtervolgd door Noedels (wezens met het lichaam van een beer en hoofd van een tijger). Tijdens deze vlucht belanden ze in een rivier en dwalen af van het gele pad, maar een kraanvogel brengt hen terug in de goede richting. In een veld met giftige klaprozen vallen Doortje, Toto en de leeuw in slaap. Ze worden gered door de muizenkoningin.
De volgende dag komen ze aan in de Smaragd-stad. De Tovenaar van Oz ontvangt hen elk afzonderlijk in zijn zaal in aparte audiënties en neemt daarbij steeds een andere gedaante aan. Bij Doortje is dit in de vorm van een reusachtig hoofd in de muur, bij Lappie als een vrouwelijke engel, bij Blikkie als een vormeloos beest en bij Droezel ten slotte als een vuurbal. Alle vier krijgen ze dezelfde boodschap te horen: de tovenaar is bereid hen te helpen op voorwaarde dat ze eerst de Slechte Heks van het Westen doden.
De vrienden vertrekken op hun queeste. Ondertussen heeft de Heks van het Westen de Gnorken (haar slaven) laten beginnen met de bouw van een nieuw fort. Ze is van plan om het ganse land van Oz in haar macht te krijgen. Via haar magische spiegel ontdekt ze dat Doortje en co haar op het spoor zijn. Daarop stuurt ze steeds een deel van haar leger eropuit om hen te onderscheppen: eerst stuurt ze een troep wolven, dan raven, dan een paar van haar krijgers, maar elke keer weten Doortje en haar vrienden de belagers van zich af te slaan. Vervolgens gebruikt de Heks van het Westen haar magische helm om de Vliegende Apen op te roepen. Zij trekken Lappie uit elkaar en gooien Blikkie kapot op de rotsen. Ook vangen zij Droezel, die vanaf nu wordt ingezet als lastdier in het leger van de Heks van het Westen. 
Doortje en Toto worden ook opgepakt en ingezet als keukenpersoneel. De Heks van het Westen doet een paar vergeefse pogingen om Doortjes magische schoenen te stelen. Tijdens een gevecht met de heks waarbij Droezel in een standbeeld wordt veranderd gieten Toto en Doortje water over de Heks van het Westen heen, waardoor de heks wegsmelt en al haar kwade betoveringen worden verbroken. De bevrijde Gnorken zijn Doortje dankbaar en zorgen ervoor dat Lappie en Blikkie worden teruggevonden en hersteld. Doortje en haar vrienden besluiten om enkele dagen in het kasteel van de heks te verblijven.
Niet veel later arriveren een jongeman die Tip wordt genoemd in gezelschap van een vrouw, de leerling-heks Mombi die bevriend was met de Heks van het Westen. Mombi wil in het bezit komen van de magische helm van de Heks van het Westen, om zelf oppermachtig te worden. Terwijl Doortje slaapt, verandert ze zichzelf in een grijze kat, maar wordt betrapt door Droezel. Daarop roept Doortje de Vliegende Apen op om Mombi en Tip terug naar huis te sturen. Tip legt uit dat Mombi het allemaal niet zo kwaad bedoelt. Blikkie wordt benoemd tot koning van de Gnorken.
Tijdens hun terugtocht naar de Smaragd-stad komen ze in een naargeestig woud, dat blijkt te worden geterroriseerd door een enorme spin. De vrienden slagen erin de spin in een ravijn te gooien, waarvoor de bewoners van het bos hun dankbaar zijn. Doortje roept vervolgens de Vliegende Apen op, die haar en de anderen naar Smaragd-stad brengen.
Daar aangekomen vernemen ze dat de Tovenaar hun wensen niet wil inwilligen. Toto ontdekt een geheime ruimte waar de tovenaar zich verbergt. Hij blijkt in werkelijkheid maar een gewoon mannetje te zijn, een voormalige circusbaas die over geen enkele toverkracht beschikt, maar allerlei trucs uithaalde. Hij legt uit dat hij opsteeg met een luchtballon die hem per toeval naar het land van Oz bracht. Uiteindelijk besluit de tovenaar dat hij met Doortje en Toto zal terugreizen. Droezel wordt ook gekroond tot koning van de Smaragden Stad. Net voor het opstijgen springt Toto uit de luchtballon om een muis te vangen. Doortje rent hem achterna. Vervolgens stijgt de luchtballon en blijven Doortje en Toto ongewild achter.
Daarop besluiten Doortje en haar vrienden om Levina, de Goede Heks van het Zuiden, op te zoeken. Tijdens hun tocht ontmoeten ze vechtende bomen, een land met piepkleine mensen en porseleinen dieren. Ook worden ze bijna verpletterd door levende hamers, maar ze worden tijdig gered door de gnomen die hen helpen te ontsnappen.
Uiteindelijk vinden ze Levina. Zij wil dat Doortje een prinses wordt, maar ziet uiteindelijk in dat het beter is dat Doortje terugkeert naar Kaatsheuvel. Dit blijkt te lukken dankzij Doortjes magische zilveren schoenen.

### Aflevering 18 tot en met 30
Deze afleveringen zijn gebaseerd op het tweede boek The Marvelous Land of Oz.
Doortjes tante en oom geloven niet dat zij in Oz was. Om dit te bewijzen, gebruikt ze de magische schoenen, maar gaat onbezonnen te werk. Daardoor belandt ze terug in Oz en komt tot de conclusie dat haar zilveren schoenen zijn achtergebleven in Kaatsheuvel. Daardoor kan ze niet terugkeren. In het land van Oz ontmoet Doortje Krakkie met wie ze bevriend raakt, maar komt ze ook terug in contact met Tip en Mombi en besluit bij hen te overnachten. Mombi doet alsof ze gastvrij is, maar in werkelijkheid is ze uit op het stelen van Doortjes kleren om zelf machtiger te worden. Mombi probeert Doortje en Tip in standbeelden te veranderen, maar ze kunnen ontsnappen samen met Krakkie. 
Inmiddels wil de vrouwelijke generaal Wanda met haar leger de macht van Lappie omverwerpen om zelf koningin te worden van de Smaragdstad. Wanda krijgt daarbij hulp van Mombi. Mombi slaagt in haar opzet, waardoor alle mannen in de Smaragd-stad slaven worden en de vrouwen een luxeleven leiden.
Doortje zoekt haar oude vrienden Lappie en Blikkie weer op en er wordt besloten om Levina te contacteren. Levina stelt voor om de hulp van prinses Ozma in te roepen. Ozma blijkt de enige echte heerser van Oz: zij is het kind van de laatste koning van Oz, die al lange tijd vermist is. Probleem is dat niemand weet waar Ozma nu verblijft. Uiteindelijk blijkt dat Mombi hierover informatie heeft. Daarop besluit Levina om te praten met Mombi en het leger. Mombi doet een gedaanteverwisseling waardoor zij zich voordoet als Ozma. Doortje komt dit bedrog te weten. Daarop verandert Mombi zich in een draak, maar Levina kan Mombi overmeesteren. 
Dan blijkt dat Mombi Ozma gevangen houdt, want Tip is in werkelijkheid niemand minder dan Ozma. Toen Ozma een baby was is ze door de tovenaar van Oz bij Mombi afgegeven, waarna Mombi haar in een jongen veranderde. Ozma wordt daarop terug de prinses van haar land. Levina zorgt dat Mombi en Wanda geen nieuwe problemen meer kunnen veroorzaken. Ook gebruikt Levina haar magie om Doortje alsnog terug te sturen naar Kaatsheuvel.

### Aflevering 31 tot en met 41
Het derde deel is gebaseerd op het boek Ozma of Oz.
Doortje ligt in haar bed in Kaatsheuvel. Plots beginnen de magische zilveren schoenen te gloeien en even later wordt Doortje terug overgebracht naar Oz.
Daar ontmoet ze de robot Blikken Bas die op geheime missie is: hij dient de prins Nagelbed te bevrijden die werd ontvoerd door de Kombies. Hij kan zijn opdracht niet afwerken en keert terug naar zijn land tezamen met Doortje. Beiden worden voor straf opgesloten in de kerker.
In die kerker woont een muis die op zoek gaat naar Doortjes oude vrienden. Zij komen tot een consensus met prinses Knipperbol. Doortje en Blikken Bas worden vrijgelaten en hervatten hun bevrijdingsmissie tezamen met Lappie, Blikkie en Droezel.
Katakombe, het landvan de Kombies, is verborgen diep onder de grond waardoor het niet te vinden is. Gelukkig ontmoet de groep Kukel, een kloek die ooit eigendom was van de Koning van Katakombe. Dankzij haar vinden ze het land. De Koning van Katakombe weet waarom Doortje en haar vrienden daar zijn. Hij laat hen deelnemen aan een raadselwedstrijd waarin ze zelf dienen te achterhalen waar de prins werd verborgen. Iemand die een verkeerd antwoord geeft, zal omgevormd worden tot een ornament. Dat gebeurt met de ganse groep, behalve Doortje die via een list het antwoord komt te weten. Hierdoor worden haar vrienden ook meteen terug normaal.
Tijdens hun vlucht uit Katakombe, uiteraard met prins Nagelbed, worden ze nog aangevallen door de Kombies die lava op hen afvuren.

### Afleveringen 42 tot en met 52
Het laatste deel is gebaseerd op het zesde boek, The Emerald City of Oz.
Doortje en haar vrienden zijn uit Katakombe ontsnapt en terug aangekomen in de Smaragd-stad. De Koning van Katakombe wil wraak nemen en begint met het graven van een ondergrondse tunnel tot in de Smaragd-stad.
Ozma heeft een geheime deur gevonden die leidt naar het hart en de geschiedenis van Oz. Daardoor moet zij zich nu klaarmaken om koningin te worden. Dankzij de Gnorken komt Blikkie te weten dat de Kombies bezig zijn met een invasie. Hij licht Doortje hierover in. Het blijkt echter onmogelijk om na te gaan waar de tunnel is en via welke weg de Kombies Smaragd-Stad zullen aanvallen. Luchtobservaties met een papieren vogel die via magie tot leven werd gewekt brengt evenmin iets op.
De dag nadat Ozma tot koningin werd gekroond, vallen de Kombies de stad aan. Zij nemen iedereen gevangen, behalve Doortje die met de levende papieren vogel op een veilige plaats is ondergedoken. Ozma, die ook is gevangengenomen, gebruikt haar magische krachten om haar volk te redden en om de Koning van Katakombe in een hinderlaag te lokken. Ze slaagt in de opzet.
Terug in Oz verschijnt Levina en zij feliciteert Ozma met haar acties. Uit dank stuurt ze iedereen terug naar hun eigen dorp. Zo belandt Doortje ook weer terug in Kaatsheuvel, nu eindelijk voorgoed.

### Stemmen
Onderstaande tabel bevat een overzicht van de Nederlandstalige personages en Nederlandse stemacteurs.
| Acteur            | Personage             |
| ----------------- | --------------------- |
| Annelies Balhan   | Doortje               |
| Peter Lusse       | Blikkie Blikmans      |
| Ger Dirne         | Lappie Lapstok        |
| Fred Benavente    | Droezel               |
| Hetty Heyting     | Heks van het Westen   |
| Beatrijs Sluijter | Tip                   |
| Vivian Boelen     | Mombi                 |
| Dick Engelbracht  | Krakkie Mikkig        |
| Harry Slinger     | Blikken Bas           |
| Huib Rooymans     | Tovenaar van Oz       |
| Mathilde Santing  | A-4tje Pepperpot      |
| Beatrijs Sluijter | Ozma                  |
| Huib Rooymans     | Oom Hendrik           |
| Vivian Boelen     | Tante Emma            |
| Nico Verlinden    | Koning van de Kombies |
| Peter Lusse       | Cooper                |
| Rob Dirne         | Hamerteen             |
| Ted de Braak      | Pao                   |
| Vivian Boelen     | Generaal Wanda        |
| Huib Rooymans     | Paultje Puzzel        |

### Overige stemmen
- Elise Homans
- Floortje Smehuyzen
- Joep Beusenberg
- José Stam
- Maud Suykerbuyk